# 巨骨穴
巨骨穴（ここつけつ）は、手の陽明大腸経に所属する16番目の経穴。

## 部位
鎖骨外端と肩甲棘の間の陥凹部に取穴する。

## 名前の由来
古代において鎖骨を巨骨といい、鎖骨の外側端の下にあることから名づけられた。

## 効能
肩背・手臂疼痛痛屈曲障害、頚部リンパ結核、甲状腺腫、てんかんで吐血するものなどにも使われる。